# 파르툴라속
파르툴라속(Partula)은 열대성 육상 달팽이 무리 중 하나로 파르툴라과에 속한다. 5,000 제곱마일 (13,000 km2)제곱킬로미터의 태평양의 폴리네시아에서 괌과 뉴기니섬까지 폭넓게 분포한다. 특히 폴리네시아의 소시에테 제도에 전체 파르툴라 종류의 절반 이상이 살았다고 한다. 한때는 폴리네시아 원주민들의 장식품으로 사용되기도 하였다. 껍데기 높이는 종에 따라 1센티미터에서 2.5센티미터까지 다양하다.

## 생태
파르툴라 달팽이들은 대부분의 종이 일생을 나무 위에서 보내는 열대성 달팽이이다. 그렇지만 칼라디움의 잎 뒷면에 있기도 하고, 지역에 따라 드라세나나 울금에서도 빈번히 발견된다.
 주로 밤에 활동한다.

## 종 감소

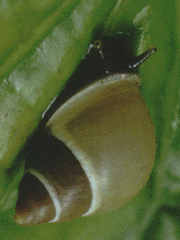
파르툴라 기바(Partula gibba)

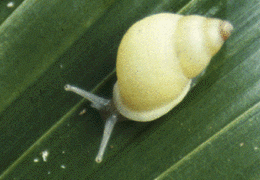
파르툴라 랑포르디(Partula langfordi)

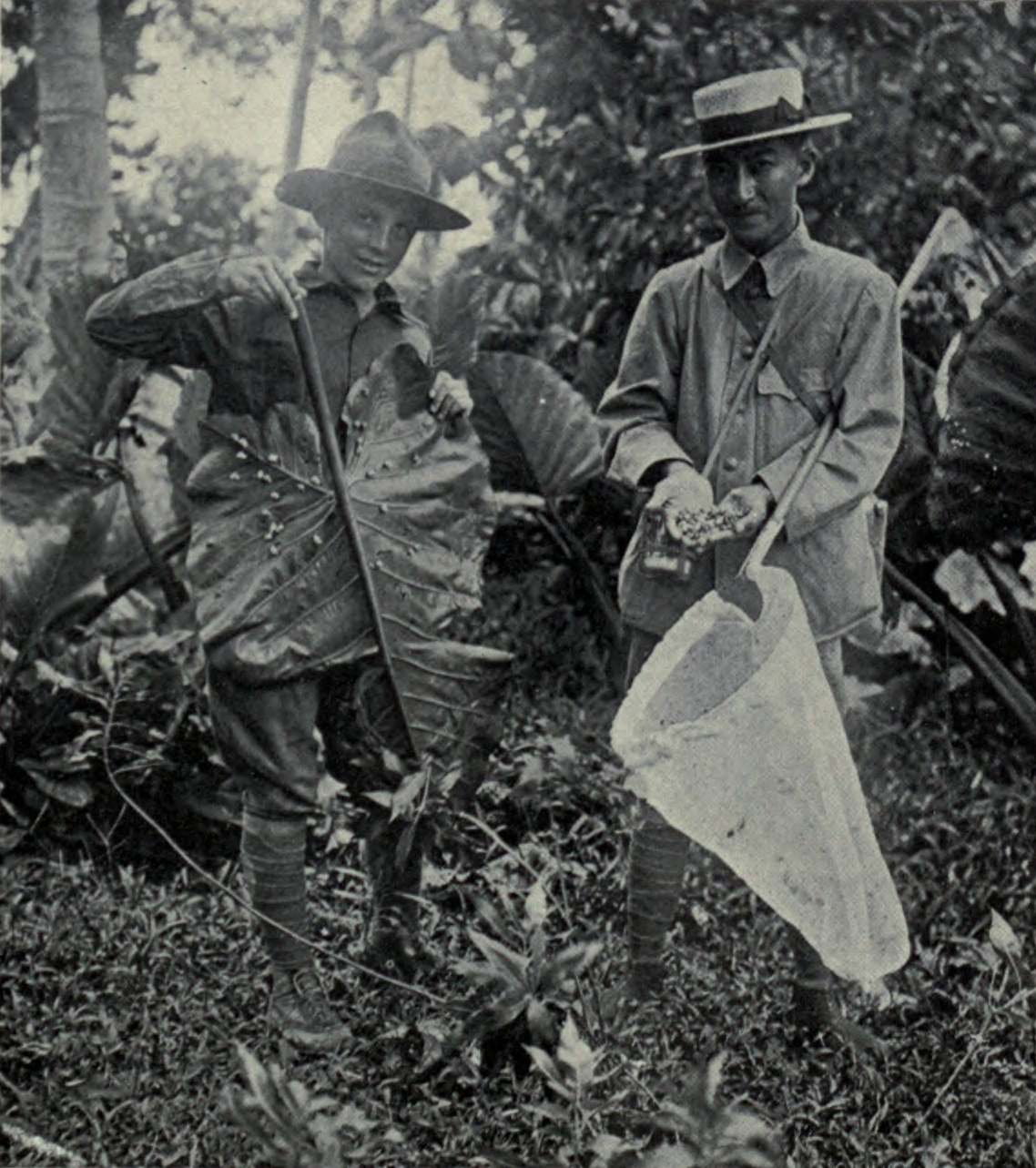
1920년 7월에 사이판에서 찍은 흑백 사진.칼라디움 잎 뒷면에 붙어 있는 수많은 파르툴라 달팽이들을 보여 주고 있다.

식용을 목적으로 아프리카에서 폴리네시아로 유입된 왕달팽이들이 수가 급속하게 불어나 농작물에 해를 끼쳤다. 이를 막기 위해 육식성 에우글란디나 로세아 달팽이를 도입했다(1974년. 섬에 빠르게 자리잡은 에우글란디나 로세아 달팽이는 사람들이 목표로 삼은 왕달팽이에는 관심을 적게 보였고, 오히려 그보다 작고 약한 토종 파르툴라 달팽이를 잡아먹어 수많은 종을 멸종시켰다. 에우글란디나 달팽이 외에도 서식지인 숲의 파괴와 섬의 기후 변화도 한몫했다. 폴리네시아뿐 아니라 마리아나 제도, 바누아투 등에서도 비슷한 일이 벌어졌다. 현재 생존하는 파르툴라 달팽이 종의 대부분은 심각한 멸종 위기에 처해 있다. 오늘날, 영국,프랑스,미국에서 살아남은 몇몇 종들을 동물원으로 옮겨 보호하고 있고, 동물원에서 수가 어느정도 불어난 달팽이들을 다시 원래 서식지로 복원할 계획도 세우고 있다.

## 하위 종
약 100여 종을 포함하고 있다.
| - 파르툴라 메예리(Partula meyeri)-폴리네시아 - 파르툴라 라디올라타(P. radiolata)-괌 - 파르툴라 기바(P. gibba)-괌, 마리아나 제도 - 파르툴라 크라실라브리스(P. crassilabris)-폴리네시아(멸종) - 파르툴라 로세아(P. rosea)-폴리네시아 - 파르툴라 오타헤이타나(P. otaheitana)-폴리네시아 - 파르툴라 수투랄리스(P. suturalis)-폴리네시아 - 파르툴라 쿠테이(P. cootei)-폴리네시아(멸종?) | - 파르툴라 에메르소니(P. emersoni)-미크로네시아 - 파르툴라 루테아(P. lutea)-폴리네시아(멸종) - 파르툴라 랑포르디(P. langfordi)-마리아나 제도 - 파르툴라 빌리네아타(P. bilineata)-폴리네시아(멸종) - 파르툴라 바리아(P. varia)-폴리네시아 - 파르툴라 히알리나(P. hyalina)-폴리네시아 - 파르툴라 프로둑타(P. producta)-폴리네시아(멸종) | - 파르툴라 투르기다(P. turgida)-폴리네시아(멸종) - 파르툴라 아우라니아나(P. auraniana)-바누아투 - 파르툴라 미라빌리스(P. mirabilis)-폴리네시아 - 파르툴라 헤베(P. hebe)-폴리네시아 - 파르툴라 미칸스(P. micans)-솔로몬 제도 - 파르툴라 나비가토리아(P. navigatoria)-폴리네시아 - 파르툴라 아르구타(P. arguta)-폴리네시아(멸종) |